# Movimento del Sessantotto in Italia

Prime manifestazioni studentesche a Roma il 24 febbraio 1968

Il movimento del Sessantotto in Italia fu un movimento di contestazione politica e sociale che si sviluppò nel 1968 a partire dal movimento studentesco universitario, arrivando poi a coinvolgere anche il movimento operaio durante l'autunno caldo del 1969.

## Contesto storico
L'Università necessitava di una ventata rinnovatrice: nel 1956-1957 gli iscritti ai corsi di laurea erano circa 212.000, mentre dieci anni dopo erano saliti a quota 425.000, per cui quella che era l'Università d'élite diventò Università di massa. L'insegnamento era in mano ai «baroni», i docenti dei corsi importanti si rivolgevano a una calca di allievi che a stento ne percepivano la voce, era sottovalutata o ignorata l'esigenza di laboratori e seminari che preparassero gli studenti all'attività professionale, e molti professori comparivano solo per le lezioni e con i ragazzi non avevano nessun rapporto umano. I governi che si alternarono non risolsero questi problemi. Intervennero aprendo l'iscrizione all'Università a tutti i diplomati delle scuole medie superiori, e rendendo meno gravoso l'esame di maturità. La legge 2314, proposta dal Ministro Luigi Gui per riformare l'Università fu respinta dai contestatori.

Il 24 gennaio 1966, a Trento, avvenne la prima occupazione in Italia di una sede universitaria. L'Università di Trento era nata nel 1962 come Istituto universitario superiore di Scienze Sociali, a opera di Bruno Kessler: i democristiani avevano chiesto e ottenuto la creazione di questo ateneo, pensando di creare una fabbrica di manager. Gli studenti si impossessarono della Facoltà di Sociologia, avanzando precise rivendicazioni nella normativa, fra cui il riconoscimento della laurea in Sociologia conferita dall’Istituto Superiore di Scienze Sociali. Nei mesi seguenti il movimento studentesco trentino, animato tra gli altri da Marco Boato, Mauro Rostagno, Renato Curcio, Margherita Cagol e Marianella Sclavi, condusse un’accesa battaglia per lo sviluppo della scienza sociologica e del sistema di insegnamento universitario, del quale venivano contestati forme e contenuti. L'occupazione sarà ripetuta nell'ottobre dello stesso anno, protestando contro il piano di studi e lo statuto (entrambi in fase di elaborazione) e proponendone stesure alternative. L'azione si concluse poi a causa dell'alluvione di Firenze, quando molti studenti accorsero volontari per portare aiuto nelle aree più colpite, e questo primo movimento e incontro spontaneo di giovani, provenienti da tutta Italia e anche dall'estero, contribuì a fare sorgere in molti di essi lo spirito di appartenenza a una classe studentesca prima sconosciuta.

Protesta degli studenti

Il 14 febbraio dello stesso anno il giornale studentesco del liceo Parini di Milano, La zanzara, pubblicò un'inchiesta-sondaggio su tematiche sessuali intitolata Un dibattito sulla posizione della donna nella nostra società, cercando di esaminare i problemi del matrimonio, del lavoro femminile e del sesso, a firma di Marco De Poli, Claudia Beltramo Ceppi e Marco Sassano. Nell'articolo c'era scritto:
(Marco De Poli, Claudia Beltramo Ceppi e Marco Sassano, La zanzara, 14 febbraio 1966)
I redattori della Zanzara e il preside dell'Istituto, Daniele Mattalia, furono incriminati e processati. Luigi Bianchi D'Espinosa, presidente del Tribunale di Milano, assolse tutti, aggiungendo con tono paternalistico: «Non montatevi la testa, tornate al vostro liceo e cercate di dimenticare questa esperienza senza atteggiarvi a persone più importanti di quello che siete».

## Svolgimento della protesta

### Le prime occupazioni universitarie
Nel 1967 furono occupate, sgomberate e rioccupate la Statale di Pisa (dove si elaboravano le «Tesi della Sapienza»), Palazzo Campana a Torino, la Cattolica di Milano, e poi Architettura a Milano, Roma, Napoli. Nella facoltà di Sociologia di Trento praticamente non si riuscì a tenere nessun corso, perché i suoi locali erano permanentemente occupati. La scintilla fu determinata da due situazioni di disagio per gli studenti universitari dell'Università Cattolica del Sacro Cuore a Milano e della facoltà di Architettura a Torino. Nel primo caso l'università decise di raddoppiare le tasse universitarie mentre a Torino venne deciso il trasferimento alla Mandria, una sede periferica molto disagiata. Il 15 novembre 1967 entrambe le università vennero occupate e subito sgombrate dalla polizia. I leader iniziali erano Mario Capanna e Luciano Pero in Cattolica, e Guido Viale a Torino.
Dopo tre giorni 30.000 studenti della Cattolica sfilavano per Milano fino all'arcivescovado e la rivolta si allargò a macchia d'olio. La presenza della polizia, con il battaglione Padova della Celere pronto a intervenire sugli studenti, finì con il costituire il propellente per la diffusione della protesta.
A Palazzo Campana Guido Viale ricordò che «la commissione delle facoltà scientifiche compiva l'estremo atto liberatorio nei confronti del Dio libro: lo squartamento dei libri in lettura per distribuirne un quinterno a ognuno dei membri», mentre i miti della contestazione italiana erano Mao Zedong (il Libretto Rosso fu diffuso in milioni di copie nelle università occidentali) Ho Chi Minh, il generale Võ Nguyên Giáp, Yasser Arafat, Che Guevara, Karl Marx, Jean-Paul Sartre, Herbert Marcuse, Rudi Dutschke e Sigmund Freud. Ai professori veniva contestato il modo severo, rigido e chiuso di valutare gli studenti: secondo i giovani l'esame doveva essere un dialogo alla pari. Si respingeva la "cultura" accademica denominandola "kultura". A Roma il rettore Pietro Agostino D'Avack, impotente contro il dilagare dei disordini, si risolse infine a mettere tutto «nelle mani del potere democratico dello Stato», ossia a invocare la forza pubblica.
Fra i più noti leader del movimento ci furono: Mario Capanna, Salvatore Toscano e Luca Cafiero a Milano, Luigi Bobbio e Guido Viale a Torino; Massimo Cacciari, Toni Negri ed Emilio Vesce a Padova; Franco Piperno e Oreste Scalzone a Roma; Gian Mario Cazzaniga e Adriano Sofri a Pisa.

### Il Sessantotto e il movimento studentesco

Lavagna in una scuola occupata nel 1968

A Roma, si erano avute già all'inizio dell'anno «azioni spettacolari come l'occupazione di più giorni della cupola di Sant'Ivo alla Sapienza, manifestazioni e la creazione di gruppi di studio caratterizzavano la mobilitazione romana». Il 1º marzo 1968, nei giardini di Valle Giulia a Roma, ci fu uno scontro tra studenti e forze dell'ordine senza precedenti, con centinaia di feriti, 228 fermi e 10 arresti. La polizia aveva precedentemente sgomberato la Facoltà di Architettura dell'Università di Roma e gli studenti, dopo un corteo, si mossero per rioccuparla, schierandosi davanti ai nutriti cordoni di agenti che la presidiavano. A una carica della polizia contro alcuni studenti isolati la massa dei giovani contrattaccò massicciamente, ed ebbe la meglio.L'Unità scrisse che «la polizia è stata scatenata contro gli studenti romani» e riferiva che «davanti alle gradinate bruciavano roghi di jeep e di pullman» senza peraltro spiegare chi avesse appiccato il fuoco. In quel periodo la rivista La Sinistra aveva pubblicato un manuale per la fabbricazione di bottiglie Molotov. Commentando la battaglia di Valle Giulia Pier Paolo Pasolini scrisse:
(Pier Paolo Pasolini, Il PCI ai giovani!!)

L'ingresso del Palazzo della Triennale a Milano nel maggio del 1968.

I docenti universitari, in particolare quelli della facoltà di Architettura, in diversi casi accettavano le richieste studentesche: al Politecnico di Milano il preside di Architettura Paolo Portoghesi acconsentì gli esami di gruppo, l'autovalutazione e il 27 garantito. Sempre a Milano, il 12 aprile 1968, il Corriere della Sera fu assalito da un gruppo di giovani che alzarono le barricate e si scontrarono contro la polizia. Nove giorni dopo Eugenio Scalfari prese posizione su L'Espresso:
(Eugenio Scalfari, L'Espresso, 21 aprile 1968)
Il Movimento Studentesco milanese era il gruppo più organizzato e incontrastato: aveva come leader Mario Capanna, che si era iscritto alla Statale dopo essere stato espulso dalla Cattolica, e si era dotato di un servizio d'ordine i cui membri, chiamati «katanga», erano armati di chiave inglese.
Nel maggio 1968 tutte le Università, esclusa la Bocconi, erano occupate: nello stesso mese la contestazione si estese, uscendo dall'ambito universitario, un centinaio di artisti, fra cui Giò Pomodoro, Arnaldo Pomodoro, Ernesto Treccani e Gianni Dova occupano per 15 giorni il Palazzo della Triennale, dove era stata appena inaugurata l'esposizione triennale, chiedendo «la gestione democratica diretta delle istituzioni culturali e dei pubblici luoghi di cultura».
La sera del 31 dicembre 1968 davanti alla Bussola di Viareggio numerosi giovani si radunarono per protestare contro l'opulenza dei ricchi, come era già avvenuto il 7 dicembre alla Scala di Milano. Iniziarono a lanciare uova e pomodori sulle signore impellicciate e i signori con i gemelli d'oro. La polizia sparò ripetutamente contro i manifestanti: un giovane, Soriano Ceccanti, venne colpito alla schiena e rimase invalido perdendo per sempre l'uso delle gambe. L'inchiesta fu chiusa senza che l'autore degli spari venisse individuato.
Nel 1968 cominciarono a esplodere forti tensioni sociali e conflitti nel mondo del lavoro. Alla fine di novembre di quell'anno, ad Avola, 3.000 braccianti scesero in piazza a scioperare contro gli agrari, per il rinnovo del contratto di lavoro. Il 2 dicembre si verificò l'eccidio di Avola: durante una manifestazione le forze dell'ordine aprirono il fuoco contro un blocco stradale. Due braccianti, Giuseppe Sibilia e Angelo Sigona, vennero uccisi. Altri 48 civili, tra cui una bambina di tre anni, furono feriti dai colpi esplosi dalle forze dell'ordine.
Quattro mesi dopo, l'8 aprile 1969, a Battipaglia la popolazione scese in piazza per chiedere posti di lavoro, formando barricate e scontrandosi con la polizia che eseguì alcuni fermi. Il giorno dopo una folla enorme, al grido di "Difendiamo il nostro pane!" e "Basta con le promesse!", si mosse verso la stazione ferroviaria per fermare il traffico dei treni; le forze di polizia cercarono di fermarla con lacrimogeni e idranti, ai quali i manifestanti risposero lanciando sassi, e non vi riuscirono. Impossibilitati a contenere la folla, poliziotti e carabinieri presidiarono gli impianti di controllo della stazione, mentre la massa invadeva i binari. Quando poi la folla circondò il Commissariato chiedendo il rilascio dei fermati del giorno prima, il centinaio di poliziotti e carabinieri all'interno iniziarono a sparare sulle persone in strada, uccidendo la giovane insegnante Teresa Ricciardi e l’operaio tipografo diciannovenne Carmine Citro, e ferendo e colpendo con i proiettili un centinaio di persone. Nei fatti di Battipaglia le forze di polizia registreranno alla fine cento feriti..

### L'autunno caldo e il movimento operaio

Una manifestazione di operai e studenti.

Nel 1969 ci fu l'esplosione degli scioperi degli operai in fabbrica (autunno caldo), che si saldò con il movimento degli studenti che contestavano i contenuti arretrati e parziali dell'istruzione, e rivendicavano l'estensione del diritto allo studio anche ai giovani di condizione economica disagiata. Dalla contestazione studentesca che fu inizialmente sottovalutata dai politici e dalla stampa, si era passati repentinamente alle rivendicazioni operaie. In Italia la contestazione era il risultato di un malessere sociale profondo, accumulato negli anni sessanta, dovuto al fatto che il miracolo economico non era stato accompagnato – né a livello governativo, né a livello imprenditoriale – da una visione lungimirante dei problemi che ne derivavano: dalle migrazioni interne all'inquinamento. Le tasse venivano pagate prevalentemente dai lavoratori dipendenti, e l'evasione era molto alta. Era necessaria una spinta riformistica vigorosa.
Le agitazioni presero origine per il rinnovo di 32 contratti collettivi di lavoro chiedendo, tra l'altro, l'aumento dei salari uguale per tutti, la diminuzione dell'orario. Per la prima volta il mondo dei lavoratori e quello studentesco erano uniti fin dalle prime agitazioni su molte questioni del mondo del lavoro.
I sindacati ufficiali furono scavalcati dai Comitati unitari di base (CUB), che esigevano salari uguali per tutti gli operai in base al principio che «tutti gli stomaci sono uguali», senza differenze di merito e di compenso, concependo il profitto come una truffa e la produttività un servaggio. Nel numero del luglio 1969 dei Quaderni piacentini compariva un lungo documento che affermava: «Cosa vogliamo? Tutto. Oggi in Italia è in moto un processo rivoluzionario aperto che va al di là dello stesso grande significato del maggio francese [...] Per questo la battaglia contrattuale è una battaglia tutta politica».
Gli imprenditori italiani furono colti da un sentimento di forte disagio: a Valdagno, durante una dimostrazione operaia, fu abbattuto il monumento a Gaetano Marzotto (creatore del complesso industriale), nelle fabbriche l'atmosfera diventò pesante per dirigenti, «capi» e «capetti», che si sentirono intimiditi.
Vi fu anche un caso di sabotaggio. Alla FIAT, il 29 ottobre 1969, in concomitanza all'apertura del Salone dell'Automobile, nel corso degli scioperi articolati per il nuovo contratto di lavoro, un folto gruppo di scioperanti, armati di sbarre e bastoni, prese d'assalto lo stabilimento di Mirafiori, devastando le linee di montaggio dei modelli «600» e «850», il reparto carrozzeria e le strutture della mensa.
Alla fine, il 21 dicembre, con una mediazione, furono accolte quasi tutte le richieste dei sindacati e ritornò una calma apparente. Ma gli operai ottennero alcuni risultati: aumenti salariali, interventi nel sociale, pensioni, diminuzione delle ore lavorative, diritti di assemblea, consigli di fabbrica. E gettarono le basi dello Statuto dei lavoratori (siglato poi nel 1970).

## Conseguenze

### Il mondo cattolico

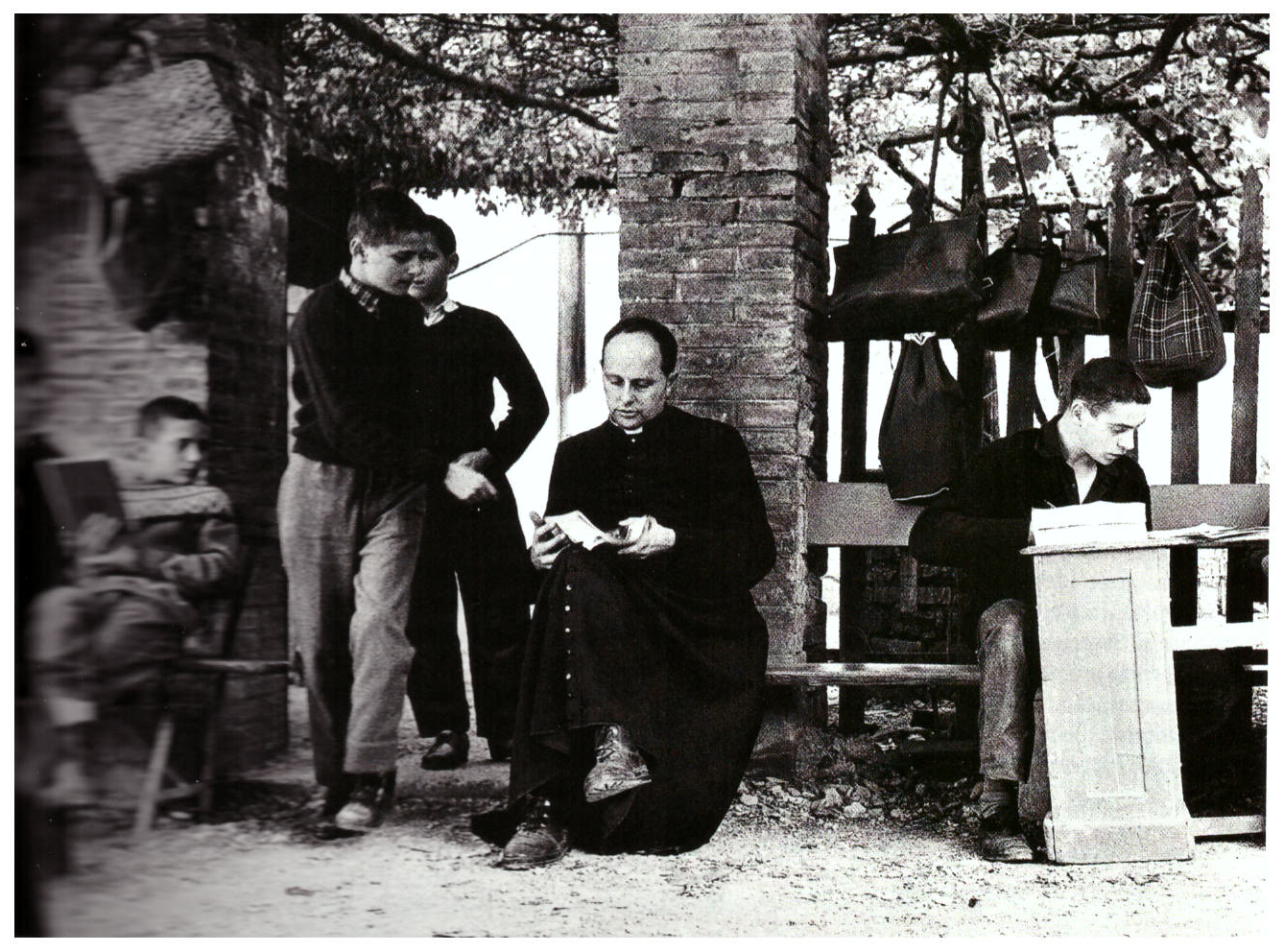
Don Lorenzo Milani nel 1959 insieme agli studenti della Scuola di Barbiana

L'ondata del Sessantotto travolse profondamente la Chiesa cattolica, sia internazionalmente che in Italia. L'esperienza dei preti operai francesi, che sceglievano di lavorare in fabbrica per condividere le dure condizioni di vita dei lavoratori dell'industria, allarmarono la gerarchia ecclesiastica che li tacciò di cedimento verso il marxismo. Nel 1954 Pio XII impose l'allontanamento dei preti dalle fabbriche, consentendo solo una pastorale verso i lavoratori dall'esterno. L'esperienza dei preti operai fu riconosciuta e riprese liberamente soltanto dopo il Concilio Vaticano II del 1965 voluto Papa Giovanni XXIII, molto attento alle necessità di rinnovamento nella chiesa di fronte a un mondo attraversato da grandi mutamenti. Il Concilio Vaticano II consentì che venissero raccolti alcune delle istanze provenienti dai sommovimenti interni ed esterni alla realtà cattolica, ma alla fine le aree cattoliche più innovative ritennero insufficienti le aperture, o ritennero che molti indirizzi di rinnovamento restassero non applicati e le contestazioni continuarono ancora più accese. In Italia altre grandi figure avevano assunto all'interno della chiesa cattolica, per riportarla a una maggiore aderenza allo spirito evangelico, posizioni innovative e a volte dirompenti: don Zeno Saltini, don Primo Mazzolari e ancor più don Lorenzo Milani, duramente perseguitato sia dalla gerarchia ecclesiastica, sia dalla magistratura italiana per le proprie posizioni antimilitariste.

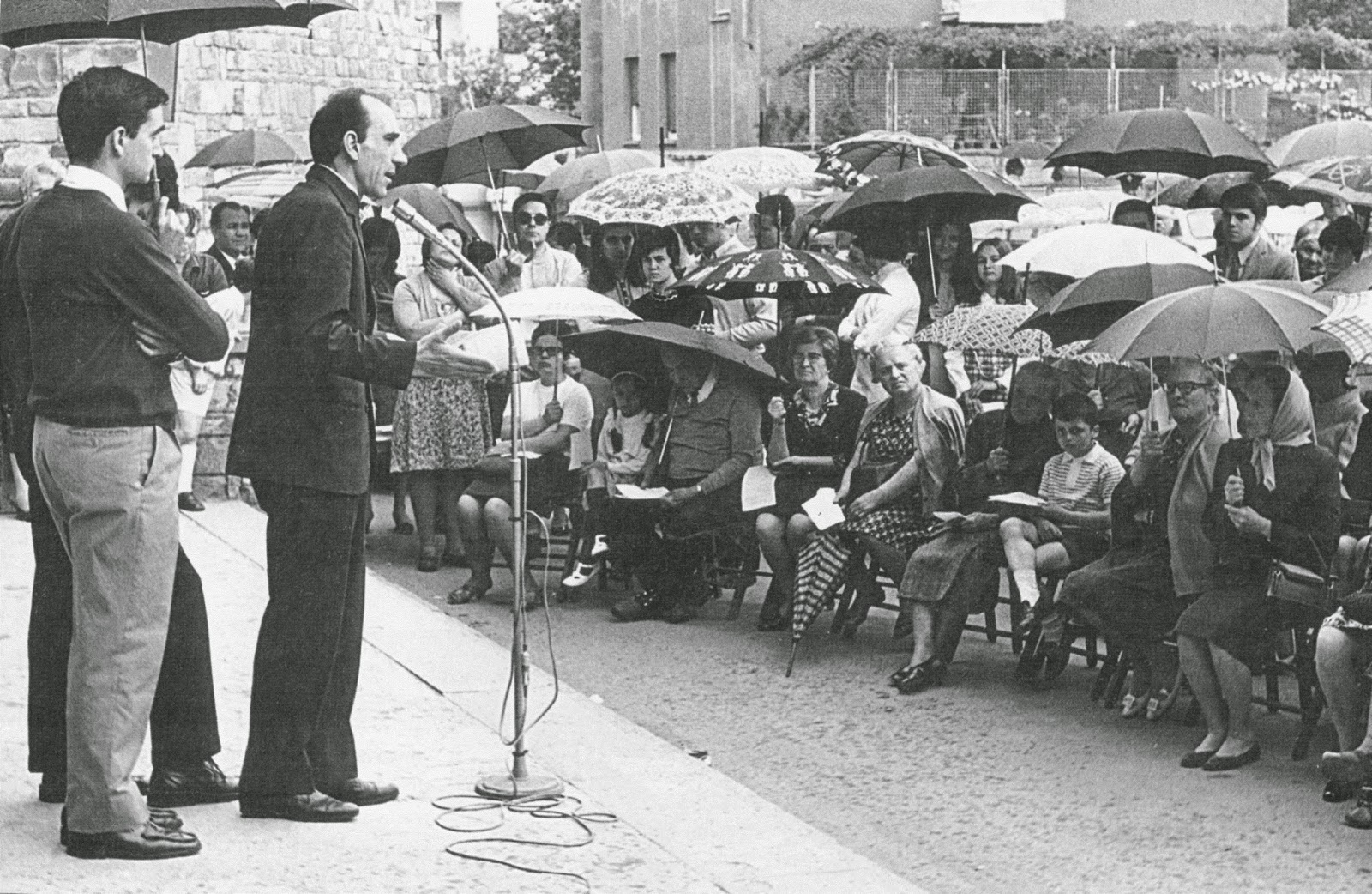
Don Enzo Mazzi celebra la messa in piazza dell'Isolotto nel 1969

Il 15 settembre 1968, alle 17:00, un gruppo di giovani cattolici del dissenso occuparono il duomo di Parma distribuendo un volantino in cui si chiedeva alla Chiesa "il coraggio di scelte a favore dei poveri e contro il sistema capitalistico" e si protestava contro "la rimozione di preti senza avere interpellato i fedeli", riferendosi a don Pino Setti, un giovane sacerdote di Santa Maria della Pace che predicava una pastorale innovativa e coinvolgente verso i giovani (come la "messa beat" con il complesso dei Corvi), criticate però dai "benpensanti", e viste con diffidenza dalla Curia; alla fine, Setti venne esiliato in una parrocchia di montagna. Dopo diverse ore, e tentativi di convincere i ragazzi ad andarsene ai quali risposero sempre con un rifiuto, venne fatta intervenire la polizia, alla quale i giovani risposero con la resistenza nonviolenta: dovettero così essere sollevati a braccia e trasportati uno per uno fuori. A Firenze don Enzo Mazzi organizzò la nuova parrocchia del quartiere Isolotto, i cui principi fondanti erano: la pastorale dichiaratamente missionaria che non faceva riferimento a dogmi o a teoremi dottrinali: l'intento era quello di superare gli steccati tra credenti e non credenti, tra buoni e cattivi, gli steccati politici; l'esercizio gratuito del ministero in tutti i suoi aspetti, rifiutando le "tariffe" sia per la messa sia per tutti i sacramenti. Solidarizzò con i cattolici che non si riconoscevano nella politica democristiana e alloggiò in canonica disabili, ex carcerati e tre nuclei familiari. Avuta notizia dell'occupazione del duomo di Parma, don Mazzi inviò a quei giovani una lettera aperta di solidarietà, Dopo un'assemblea della sua comunità parrocchiale, che raccolse diecimila persone che si opponevano al provvedimento, il parroco fu rimosso dal cardinale Ermenegildo Florit, lo stesso che qualche anno prima aveva perseguitato don Lorenzo Milani. Mazzi continuò a esercitare la sua pastorale in alcuni locali contigui, che divennero sede della comunità cristiana di base dell'Isolotto, ma nel 1974 fu prima sospeso a divinis e poi ridotto allo stato laicale. Don Giovanni Franzoni, altro prete del dissenso, nel 1974, contrariamente alla DC e alla chiesa ufficiale, prese posizione a favore della legge sul divorzio perché l'indissolubilità del matrimonio, principio cristiano, non doveva essere imposto ai non credenti; fu violentemente attaccato da tutta la DC e dall'Azione Cattolica, e sospeso a divinis.
Anche al di fuori dell'ambito ecclesiale, nel mondo politico-sindacale il cattolicesimo ebbe un acceso processo di contestazione. Le ACLI (Associazioni Cristiane dei Lavoratori Italiani), impegnate all'interno del movimento operaio, nel 1961, con l'inizio della presidenza di Livio Labor, si avviarono verso un progressivo distacco dalla DC e un avvicinamento all'area socialista. Negli anni 1968-69 parteciparono attivamente all'intensificarsi delle lotte operaie del 1969. Nel loro congresso del giugno 1969 deliberarono la fine di ogni collateralismo verso la Democrazia Cristiana, ricevendo durissimi attacchi sia dalla stessa DC sia dalla Chiesa. Nel 18º incontro nazionale di studi delle Acli a Vallombrosa (agosto 1970) sul tema "Movimento operaio, capitalismo, democrazia" il presidente nazionale Emilio Gabaglio, succeduto a Labor, lanciò l'ipotesi socialista delle Acli. L'ostilità della gerarchia cattolica fu ancora più dura, e alcuni circoli, dissociandosi dalle scelte della maggioranza, si distaccarono fondando il Movimento Cristiano Lavoratori fedele ai dettami dell'autorità ecclesiastica, che esigeva l'appoggio alla DC. Nel 1974, al referendum sul divorzio, le Acli decisero libertà di scelta per i propri iscritti, mentre la sinistra interna e Gioventù Aclista si espressero in maniera netta per il “no”. Intanto Livio Labor, lasciata la presidenza ACLI, lavorava alla costituzione di un nuovo partito, il Movimento Politico dei Lavoratori, che ebbe inizialmente un certo seguito, ma dopo uno scarso risultato alle elezioni politiche del 1972, ebbe vita breve e i suoi dirigenti e aderenti passarono al PSI o al PdUP.

### La destra e la strategia della tensione

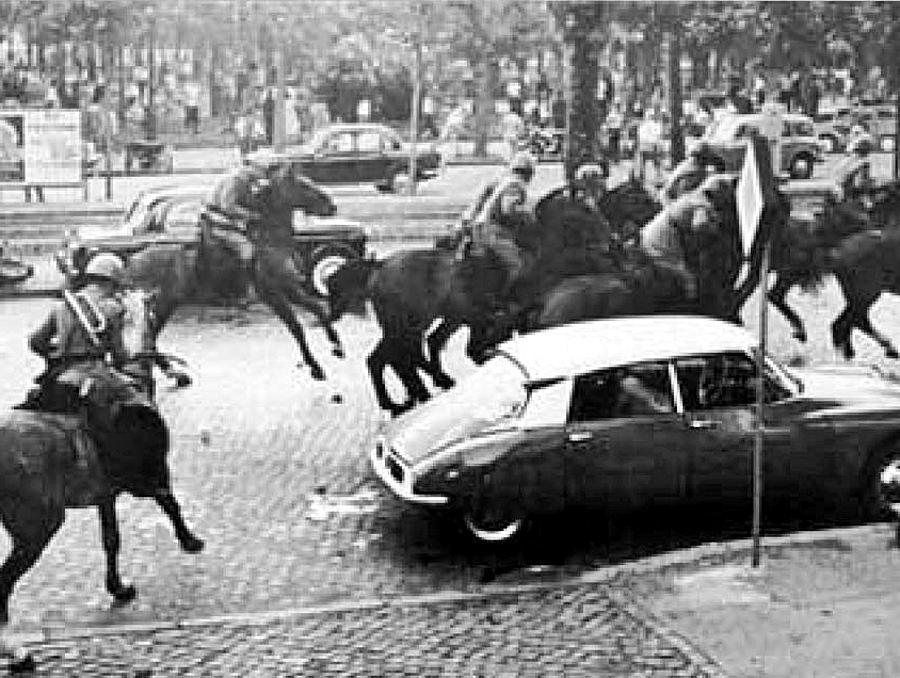
La polizia che carica degli studenti nella battaglia di Valle Giulia

Fino agli anni Cinquanta gli studenti italiani, soprattutto a livello universitario, appartenevano in gran parte alle classi agiate, e politicamente erano orientati al centro o a destra. In ogni ateneo universitario si svolgevano annualmente elezioni per le rappresentanze studentesche istituzionali, organismi solo consultivi e unici interlocutori riconosciuti dal potere accademico, e i risultati offrono un quadro chiaro degli orientamenti e del loro evolversi. Forte risultava la presenza cattolico-democristiana, laica di centro e la destra; molto inferiore – ma crescente di anno in anno - l’area socialcomunista. Una destra neofascista legata al MSI (FUAN-Caravella) cercava di imporsi anche con forme di violenza, attaccando studenti di sinistra. L’episodio più grave fu, il 27 aprile 1966, la morte dello studente Paolo Rossi, caduto dalle scale dell’Università di Roma in seguito a un pestaggio da parte di studenti di destra. Ma nel corso degli anni Sessanta, anche per l’accesso agli studi di giovani delle classi popolari, le masse universitarie si orientarono prevalentemente a sinistra, e la destra estrema non ebbe più spazi.
Sin dal sorgere dell’ondata sessantottina l’estrema destra si oppose con violenza al Movimento studentesco, che a sua volta reagiva con violenza. L’episodio più clamoroso si ebbe il 16 marzo 1968 con l'assalto alla facoltà di Lettere dell'Università La Sapienza di Roma, dove si svolgeva un’assemblea di rappresentanti del Movimento studentesco provenienti da tutta Italia. Un corteo di trecento militanti neofascisti del MSI, estranei all’università, guidati dai parlamentari missini Almirante e Caradonna, portando bandiere tricolori con le scritte "Dux" e "RSI" aggredirono a bastonate gli studenti.
Parallelamente allo scontro diretto, forze di estrema destra tentarono anche operazioni di infiltrazione all’interno del Movimento studentesco, che però fallirono. A questo scopo avevano creato il Movimento studentesco europeo, presente a Roma e Messina, lanciando il Manifesto degli studenti europei. Nel marzo 1969 a Messina, guidati di Giovanbattista Davoli, occuparono insieme ai colleghi reggini il rettorato. Altri furono i tentativi, da parte di elementi di destra esterni al Movimento Sociale Italiano, di infiltrazione mascherata nelle agitazioni sessantottine; il fenomeno prese il nome di nazi-maoismo. Vennero create, ma con seguito irrilevante e vita effimera, più organizzazioni che assumevano slogan di sinistra (attacchi al capitalismo, antiamericanismo, antisionismo, attenzioni verso alcune contraddizioni sociali) unendovi un acceso nazionalismo e l'obiettivo di uno stato dittatoriale (evocando forme dittatoriali di socialismo, come quella staliniana e maoista), oltre che richiami a figure di comunisti come Che Guevara e Giap, e riferimenti ideali alla scuola di Francoforte. In questo quadro ricadevano, dopo Primula Goliardica(un'area neofascista in rotta con il MSI che ritenevano troppo accondiscendente verso la democrazia parlamentare, e che pretendeva di essere dalla parte del Movimento studentesco solo perché critica verso il MSI quando organizzò l'assalto all'Università di Roma del 16 marzo 1968), l'Organizzazione Lotta di Popolo (1969-1973), poi Lotta Popolare (1974) e il Movimento politico Lotta Popolare (1976). Fra i promotori di queste formazioni c'erano alcune delle figure principali della destra più eversiva.
Nel 1969, il 15 aprile, scoppiò verso le 23:00 una carica esplosiva nello studio di Guido Opocher, rettore dell'Università di Padova. Per questo attentato, cinque anni dopo, il magistrato Gerardo D'Ambrosio manderà a processo Franco Freda, Giovanni Ventura e Marco Pozzan. Il 25 aprile esplose un'altra bomba, alla Fiera di Milano, distruggendo lo stand della FIAT – rimasero ferite una ventina di persone, ma il vero obiettivo era una strage – e tre ore dopo, alla Stazione Centrale, un altro ordigno danneggiò l'ufficio della Banca Nazionale delle Comunicazioni. Altre otto bombe collocate sui treni esplosero nella notte tra l'8 e il 9 agosto, provocando 12 feriti. Nello stesso mese furono compiuti altri attentati dinamitardi nell'Ufficio Istruzione del Tribunale a Milano e Torino: dieci anni dopo, per queste azioni eversive, verranno condannati i neofascisti Franco Freda e Giovanni Ventura, militanti di Ordine Nuovo.
Nel 1970 gli studenti di destra saranno tra le barricate nella rivolta di Reggio Calabria. A innescare la rivolta fu la scelta di Catanzaro come sede dell'Assemblea regionale, ma i moti avevano origini in mali antichi e in nuove contraddizioni, come la disoccupazione, la precarietà e l'esodo verso il Nord industrializzato. Inizialmente la destra missina definì i dimostranti teppisti e cialtroni, ma quando il comitato di azione locale finì sotto il controllo di Ciccio Franco, segretario provinciale della CISNAL, iniziò a sostenere la rivolta. Nacque lo slogan «Boia chi molla». Ordine Nuovo attribuì alla rivolta un ruolo storico: «È il primo passo della rivoluzione nazionale in cui si brucia questa oscena democrazia».

### La politicizzazione degli anni settanta

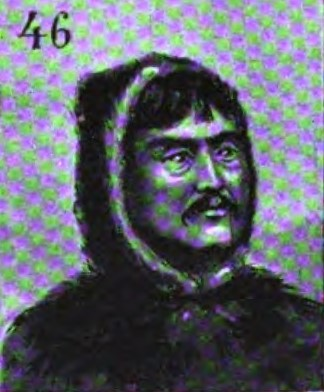
Manifestanti a Milano all'inizio degli anni settanta (i due a sinistra e al centro indossano l'eskimo).

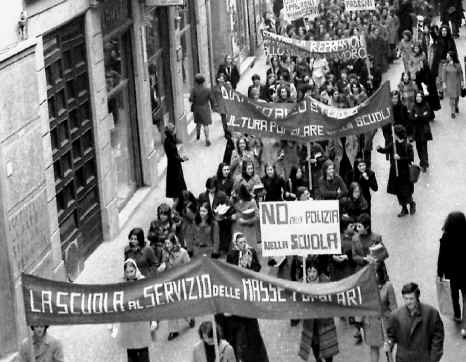
Corteo di protesta studentesca e operaia a Crema nel 1972

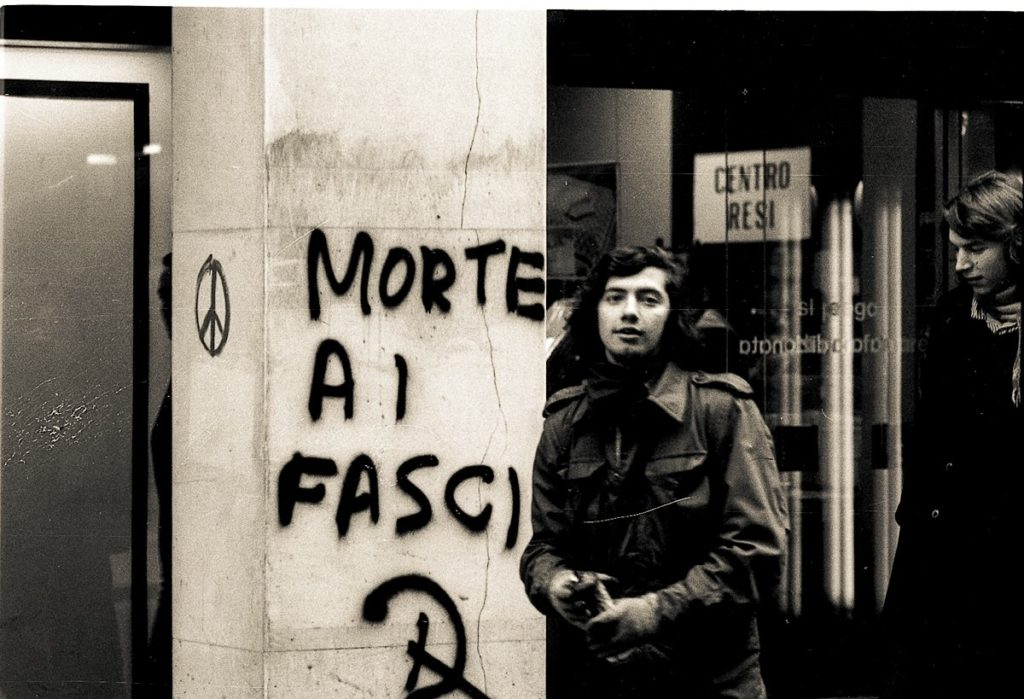
Manifestazione dei Collettivi Politici Veneti a Padova nel 1975

La natura controculturale e anticonformista del movimento sessantottino gli attribuiva un carattere creativo e «rivoluzionario» che avrebbe accomunato nel conflitto i partiti che istituzionalmente rappresentavano la sinistra. La lotta iniziale contro ingiustizie, corruzioni e inefficienze tenderà, con il trascorrere del tempo, a trasformarsi in forme di opposizione sempre più estreme. Il Partito Comunista Italiano (PCI) registrò la scissione del gruppo del Manifesto – Lucio Magri, Aldo Natoli, Luigi Pintor e Rossana Rossanda – che aveva fondato una rivista di ricerca politica e di contestazione a sinistra della linea ufficiale del partito, mentre il PSI subì una scissione che portò la nascita del PSIUP.
Sul piano politico, durante gli anni settanta la classe dirigente del PCI riuscì a mantenere (soprattutto grazie alla sua presenza nelle fabbriche) un ascendente sulle masse operaie, e lo fece sottraendole al «brodo di coltura» del terrorismo delle Brigate Rosse e dei gruppi satelliti (lo snodo fondamentale fu, in proposito, la denuncia di esponenti genovesi del terrorismo rosso da parte di Guido Rossa, delegato di fabbrica del PCI, e la reazione che portò al suo assassinio nel 1979). Analoghi comportamenti furono tenuti dal Partito Radicale (grazie soprattutto a Marco Pannella) e dal MSI che rinnegò e scomunicò la destra extraparlamentare violenta, mentre la DC assunse un atteggiamento passivo (almeno fino al delitto Moro), sperando che il fenomeno si esaurisse da solo.
La rivolta generazionale era un movimento nel quale si riconosceva una intera classe giovanile, che non aveva avuto né «credo di provenienza» né «appartenenza politica» e rivolgeva domande alla società, tra le quali il diritto allo studio. Del resto i cambiamenti maggiori che esso produsse, se si eccettua il mutamento radicale nella presa di coscienza generalizzata del ruolo paritario della donna, furono a livello di costume.
Fra le prime clamorose azioni del Movimento Studentesco si ebbe il lancio di pomodori e uova, il giorno di Sant'Ambrogio del 1968, agli spettatori che si avviavano alla rappresentazione inaugurale della Scala. Successivamente si passò ad altri tipi di attacco: il professor Pietro Trimarchi, figlio del primo presidente della Corte d'appello di Milano, fu fermato e insultato perché non intendeva piegarsi alle richieste dei contestatori, rifiutando gli esami di gruppo, la promozione obbligatoria e la rinuncia alla meritocrazia. Si ribellavano anche i detenuti, che chiedevano «diritto di assemblea, di commissioni di controllo su tutta l'attività che si svolge nel carcere, apertura all'esterno con possibilità di colloqui senza limitazioni, abolizione della censura, diritto ai rapporti sessuali, possibilità di commissioni esterne d'indagine sulla funzione di funzionari, magistrati e direttori fascisti».
Slogan dei contestatori erano: «Fascisti, borghesi, ancora pochi mesi», «Camerata, basco nero, il tuo posto è al cimitero» e «Uccidere un fascista non è reato» pronti allo scontro fisico, mentre Lotta Continua pubblicava le foto, i nomi, gli indirizzi, i percorsi e le abitudini dei «nemici del popolo» o presunti tali, alcuni dei quali aggrediti sotto casa finirono in sedia a rotelle. Apparve anche, per la prima volta, una bottiglia incendiaria di facile confezione, utilizzata dai partigiani sovietici contro i carri armati tedeschi e chiamata «Molotov».
Vestire in giacca e cravatta era disprezzato in quanto simbolo del perbenismo borghese, mentre l'eskimo era il capo d'abbigliamento preferito dagli studenti. Si arrivava talvolta a picchiare chi la pensasse in maniera diversa, spesso in molti contro uno. Nel febbraio 1972 i «katanghesi» picchiarono selvaggiamente uno studente israeliano, accusato di essere un infiltrato della CIA: questo pestaggio era stato preceduto da un altro, contro il sindacalista Giovanni Conti, accusato di nefandezze politiche e di amare la vita notturna. Il Movimento studentesco nella Statale talvolta intimidiva con la violenza persino appartenenti ad altri gruppi della sinistra extraparlamentare. Più che agli scontri con la polizia, l'uso della spranga era legato al confronto quotidiano con i fascisti.
Al di là del tormentato rapporto con la «sinistra ufficiale», Stefano Rodotà sostenne che "dal '68 nascono cinquecento cose diverse che non hanno esiti terroristici". Nasce Medicina democratica, nasce la contestazione".
Dopo la fase acuta della protesta, all'inizio degli anni settanta, con gli stessi riferimenti di fondo ma anche con nuove idee, nuovi contributi culturali, e nuove forme organizzative, le agitazioni continuarono.
Le principali resistenze al Sessantotto vanno ricercate nei ceti neoconservatori (che idealizzavano i valori tipici della società tradizionale come la famiglia, il potere economico e politico, l'amore per la Patria e la sua storia).
In Italia il movimento si trasformò aumentando d'intensità e continuò per tutto il decennio successivo. A partire dal 1973, quando il PCI iniziò a elaborare un progetto di incontro con le forze socialiste e cattoliche, la sinistra extraparlamentare vide la nuova strategia come un ulteriore tradimento nei confronti della classe operaia e una resa nei confronti della DC.
Alla fine di giugno del 1976 si tenne al Parco Lambro di Milano l'ultima edizione del Festival del proletariato giovanile, organizzato dalla rivista Re Nudo con i circoli del proletariato giovanile, i collettivi autonomi di quartiere, radio Canale 96, Lotta Continua, IV Internazionale, Partito Radicale, Rivista Anarchica, Umanità Nova. Ai quattro giorni dl festival parteciparono complessivamente più di 400.000 giovani. Fra gli artisti che salirono sul palco: Eugenio Finardi, Alberto Camerini, Area, Canzoniere del Lazio, Napoli Centrale. Il Living Theatre, nella propria rappresentazione, costruì al momento la grande "Torre del Denaro" alta 5 piani. Nel corso del festival si verificarono anche alcuni tafferugli in seguito all'assalto a uno stand gastronomico da parte di un gruppo isolato che protestava ritenendo i prezzi eccessivi.
Cominciò a delinearsi il Movimento del Settantasette, che teorizzava il "rifiuto al lavoro" (utilizzando i termini «esproprio», «autoriduzione», «spesa proletaria»), e aveva come nemici sia le forze di governo sia il PCI e le direzioni sindacali: per questi motivi il settimanale statunitense Time lo descrisse come «il rasoio che ha separato per sempre il passato dal presente».